# هلموت کرونسباین

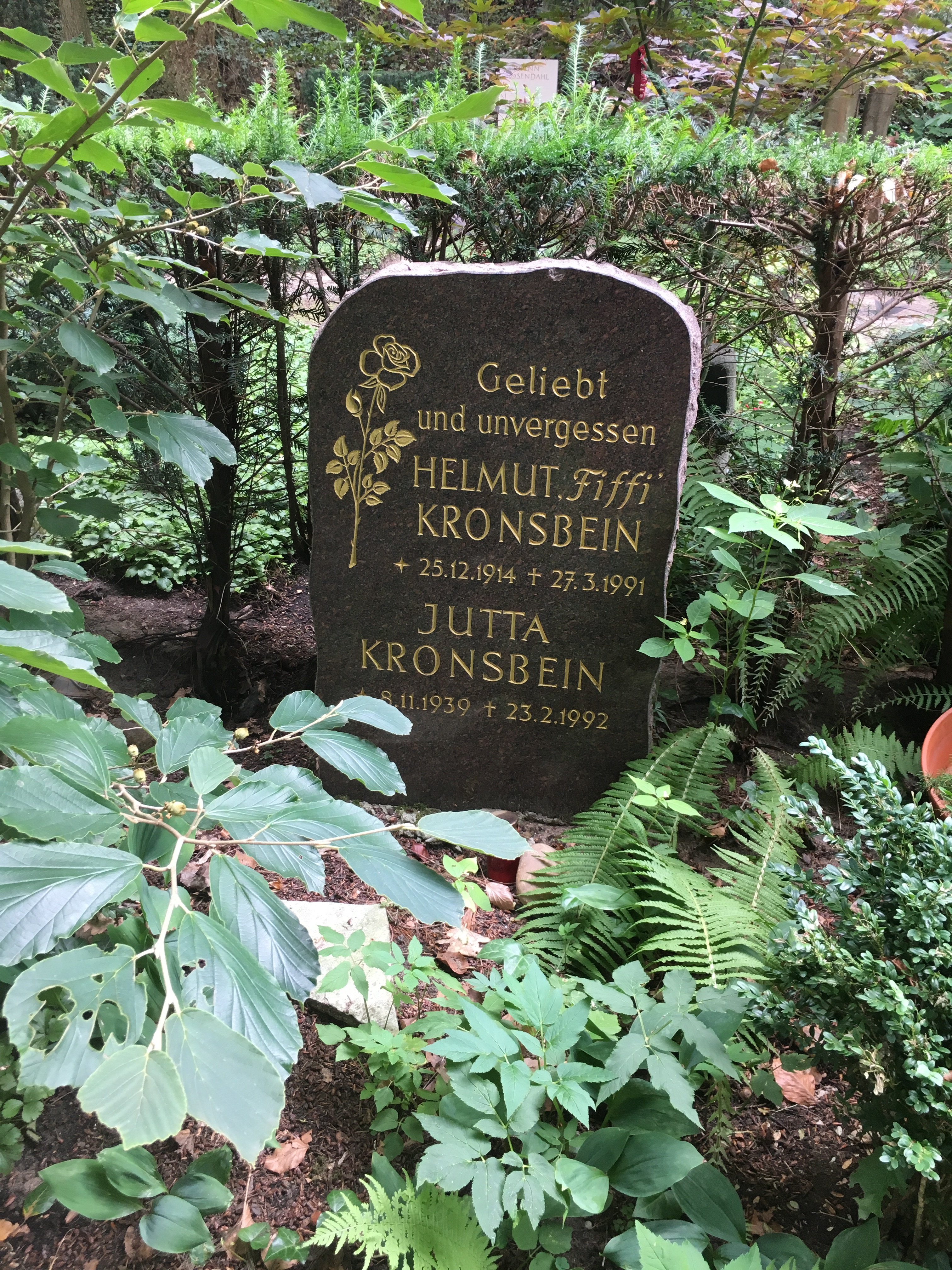
نمایی از سنگ‌مزار هلموت کرونسباین - ۲۰۱۹

هلموت کرونسباین (انگلیسی: Helmut Kronsbein; ۲۵ دسامبر ۱۹۱۴ – ۲۷ مارس ۱۹۹۱) بازیکن فوتبال اهل آلمان بود.
از باشگاه‌هایی که او در آن بازی کرده‌است می‌توان به باشگاه فوتبال آرمینیا بیله‌فلد اشاره کرد.